# Арно, Жорж
Жорж Арно (настоящие имя и фамилия — Анри Жорж Шарль Ашиль Жирар) (фр. Georges Arnaud; 16 июля 1917, Монпелье, Франция — 4 марта 1987, Барселона, Испания) — французский писатель
, сценарист, публицист, журналист, общественный и политический деятель.

## Биография
Сын государственного чиновника. Его мать умерла от туберкулёза в 1926 году. После окончания школы изучал литературу в Университете Тулузы и право в Парижском университете. В 1938 году женился. Несколько месяцев жил в Югославии и других странах, затем работал в Министерстве обороны в Анже. В июне 1940 года был мобилизован. В июне 1941 года попал в плен к немцам, но сумел бежать в Клермон-Ферран. Во время оккупации его отец работал архивариусом в министерстве иностранных дел режима Виши. Жорж поселился у него в департаменте Дордонь.
В 1941 году отец, тётя и горничная при загадочных обстоятельствах были убиты в родовом имении близ Периге (Perigueux) в центральной Франции. В убийстве был обвинён сын, который провёл в тюрьме более полутора лет.
В 1943 году за недостатком улик он был признан невиновным. После этого будущий писатель уехал из Франции в Алжир, и там присоединился к движению за независимость алжирского народа, ведущего войну с Францией.
В 1947 году, растратив наследство, отправился в Венесуэлу, Эквадор, Перу и Чили, где работал на разных временных работах, был водителем, официантом, контрабандистом и т. д., встречался со всевозможными представителями подполья, беглыми нацистами, уголовными преступниками и жуликами. Там начал писать криминальные романы, детективы, в которые вкладывал свои впечатления от тамошней жизни.
В 1949 году вернулся во Францию, где работал журналистом-расследователем.
Из странствий по Южной Америке Жорж Арно почерпнул сюжеты для своих книг, в их числе авантюрные романы — «Плата за страх» (в 1953 году роман был экранизирован с Ивом Монтаном, Шарлем Ванелем и Питером ван Эйком в главных ролях, удостоенным высших наград на Берлинском и Каннском фестивалях, а также премии BAFTA за лучший фильм), «Бегство отчаянного хулигана» (1951), «Ушки на макушке» (1953) и др. В них Жорж Арно романтизирует индивидуалистов, героев смертельного риска. Писал под псевдонимом Жорж Арно, составленным из имени отца и фамилии матери.
В дальнейшем писатель пришёл к развенчанию того, на чём держится власть буржуазного класса: мест заключения — репортаж «Тюрьма 1953» (1953), правосудия — фарс «Нежные признания» (1954), расизма — сборник очерков «Индейцы не мертвы» (1956), репрессий и пыток — публицистическая книга «В защиту Джамилы Бухиред» (1957, совместно с Ж.Вержесом, рус. пер. 1958); фашистской диктатуры — комедия «Маршал П….» (1958, рус. пер. 1960).
Сторонник свободного Алжира, Арно в 1960 был заключён в тюрьму и предстал перед судом, о чём поведал в памфлете «Мой процесс» (1961). С 1962 года находился в добровольном изгнании в Алжире, сотрудничал с журналом «La revolution africaine». Писал об африканской революции и участвовал в создании школы журналистики при Национальном киноцентре.
В 1972 году заболел туберкулёзом, в 1974 году окончательно покинул Алжир. Во Франции вёл репортажи на французском телевидении, много путешествовал. В 1978 году отправился в Колумбию, где расследовал незаконный оборот наркотиков и бедственное положение бедняков, которые зарабатывали на жизнь выращиванием коки.
Из-за ухудшения здоровья в 1984 году Арно переехал в Барселону, где 4 марта 1987 года умер от сердечного приступа.